# 近親婚

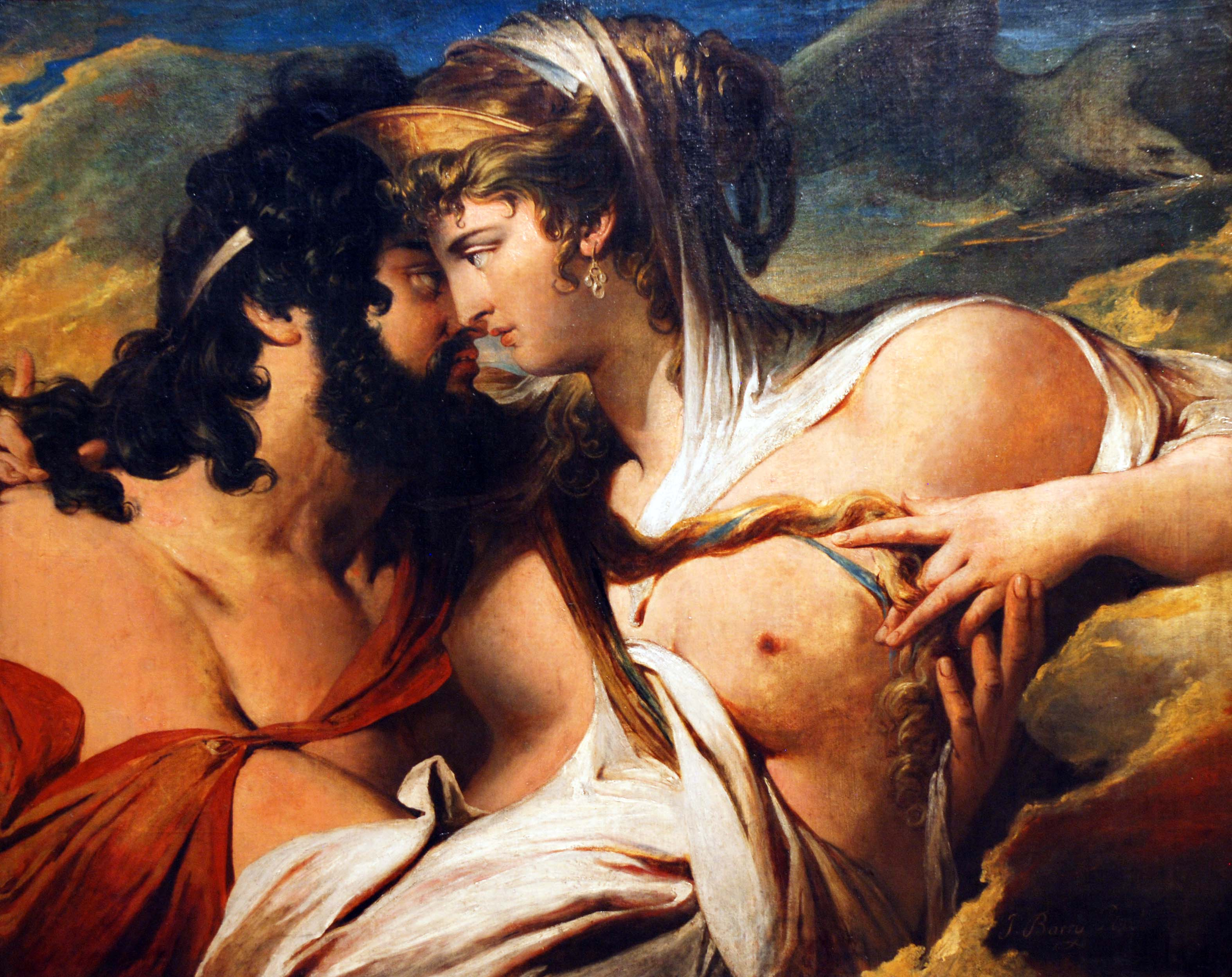
ジェームズ・バリー『イダ山のユーピテルとユーノー』
ユーピテル（ゼウス）は姉のユーノー（ヘーラー）と近親婚を行った。

近親婚（きんしんこん、英: consanguine marriage）は、近い親族関係にある者同士が婚姻関係を結ぶことである。親子婚、兄弟姉妹婚、叔姪婚やいとこ婚、直系親族婚等が例として挙げられるが、どの範囲の婚姻を近親婚とするかは社会によって異なる。近親者同士の性行為そのものを意味する近親相姦との相違に注意。

## 歴史
世界各地の創造神話では、神々や創造直後の人間が近親婚を行い、神や人口を増やす描写があることが多い（ヒエロス・ガモス）。

### 古代エジプト

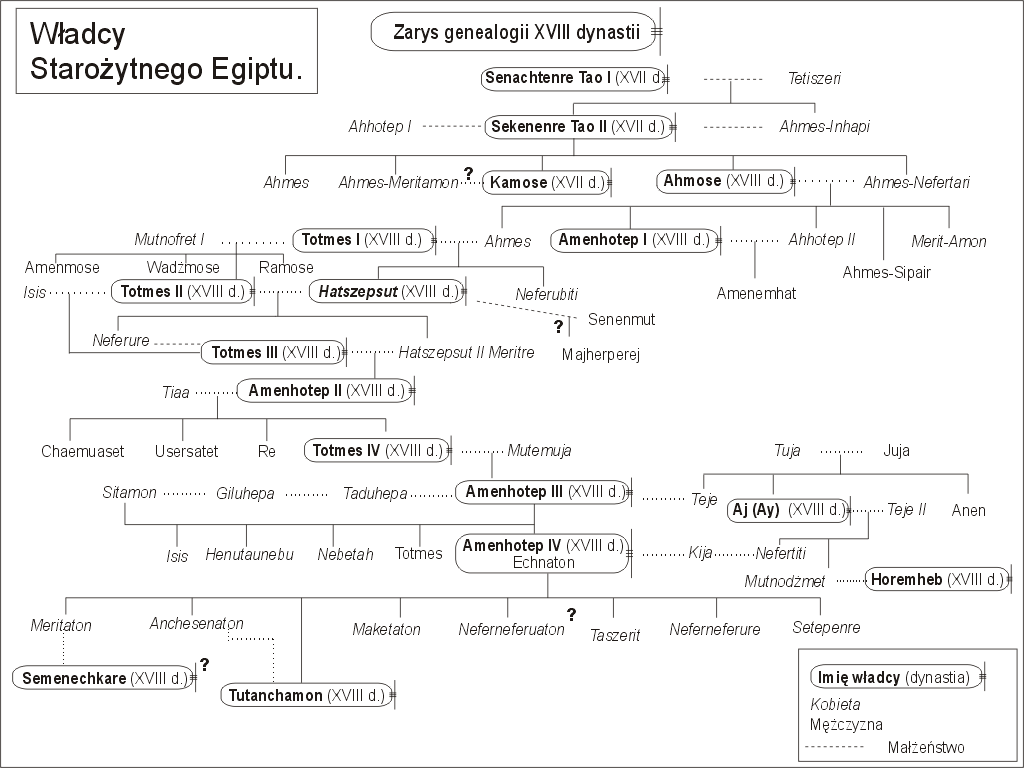
エジプト第18王朝（ツタンカーメンの一族）の家系図

古代エジプトなどにおいては、近親婚が容認されたり、むしろ奨励されたりしていたケースもある。古代エジプトの王家では父と娘や兄弟姉妹の婚姻例もあり、エジプト第19王朝のファラオであるラムセス2世は自分の娘達と結婚し、プトレマイオス2世はアルシノエ2世と結婚した。
だが、山内昶はエジプトの近親婚について、2世紀の記録で113例の婚姻のうち20%に当たる23例がきょうだい（兄弟姉妹婚）婚であったとされる話を挙げ、特に王族に限った話ではなかったと指摘している。

### 古代イラン
パルティア史の記録文献においては母と息子の婚姻例も存在し、元々は古代ローマの女奴隷であったムサが国王フラーテス4世との間にフラーテス5世をもうけた後、息子と謀って夫を殺害し国王となった息子と結婚したと伝えられている。だが、この結婚が一因で周囲に反発されフラーテス5世は廃されたという。
古代ペルシャの母子結婚は、シャルル・ド・モンテスキューの『法の精神』でも近親婚の規制は自然法か市民法かという問題の絡みで触れられているが、母親と結婚したのはゾロアスター教という理由があったものであり、自然の秩序に基づいた行動とはいえないと論じている。
イラン発祥の宗教ゾロアスター教では、父と娘、母親と息子、兄妹・姉弟間の結婚をフヴァエトヴァダタと呼び最大の善行とする。

### ヨーロッパ

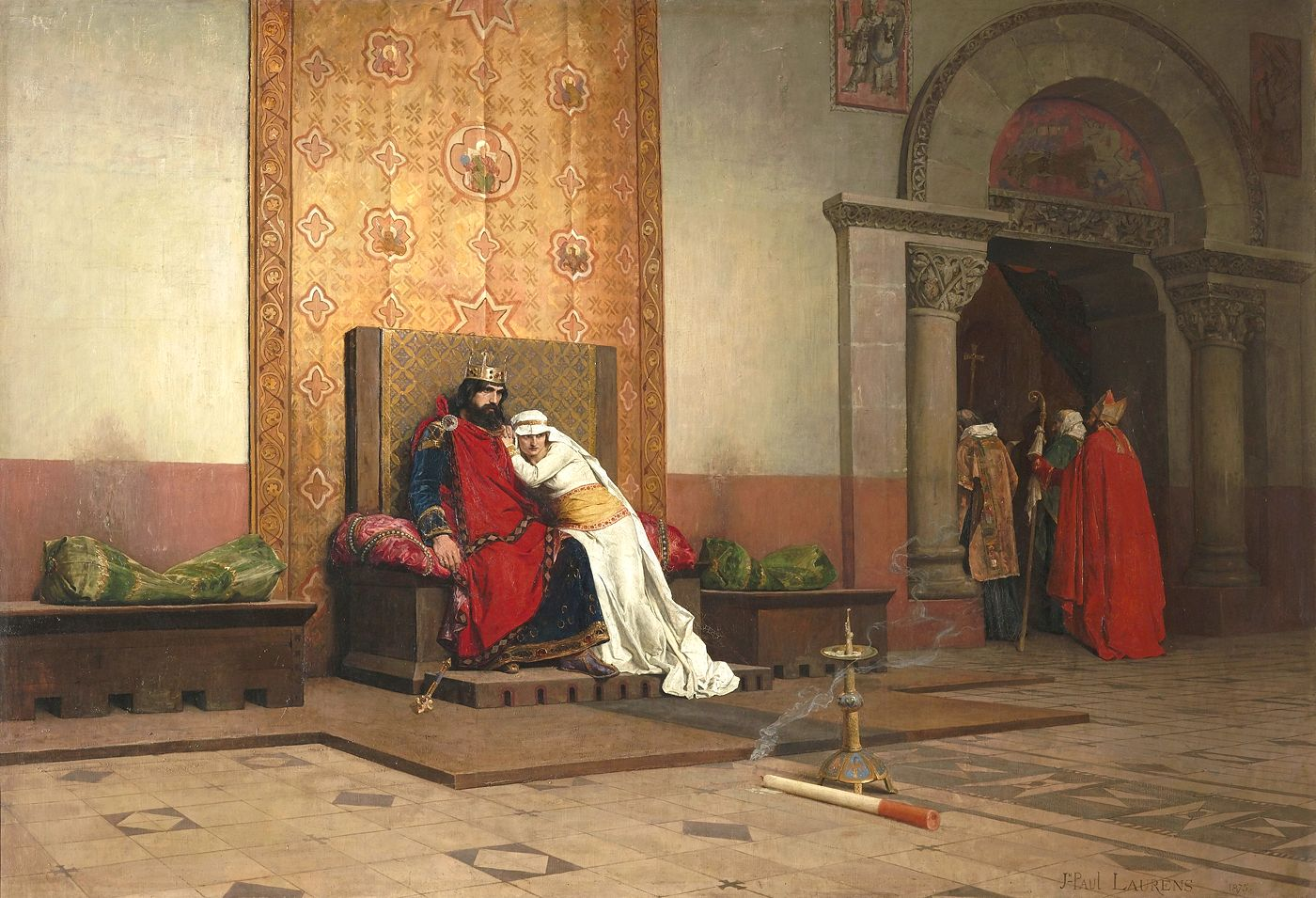
近親婚を理由に破門されたロベール2世（ジャン＝ポール・ローランスによる1875年の絵画）

ヨーロッパの多くの国では、王族の結婚による領地拡大政策を行った結果として近親婚が増え、遺伝性の病気が王族の一部に見られることもある。ハプスブルク家と下顎前突症など。
他方、カトリックでは、教会法によって教会式親等計算で当初は4親等以内、中世では7親等以内（時代によってはさらに広範囲）の近親婚を禁止していた。これを現在の日本の法律で用いられるローマ式親等計算に換算すると、それぞれ最大で8親等以内、14親等以内の近親婚を禁止していたことになる。又従姉ベルト・ド・ブルゴーニュとの再婚が原因で破門を受けたフランス王ロベール2世のような例もある。しかしヨーロッパの王族や貴族は同ランクの者との婚姻を繰り返したためカトリックが定める近親婚を避けることが事実上不可能になった。そのため、血縁関係に気付かなかったことにしたり教会に特別免除をもらうことが横行し、近親婚の禁止は有名無実なものとなった。事実上容認された近親婚の範囲は地域によって異なるが、スペイン・ポルトガルの王族やドイツ諸侯の間では叔姪婚がしばしば行われた。顕著な例としてスペイン・オーストリアのハプスブルク家が挙げられる。フランスでも、カペー朝後期以降はロベール2世の子孫の間で又いとこ婚やいとこ婚が一般化している。ただし、離婚（婚姻の無効）や他人の結婚に異議を申し立てる時には、近親婚であることが理由として利用された。

### コーカサス地方
グルジア人の間では結婚対象者との間には、7代遡っても共通の祖先がいないことが条件となっている。同時に、キリスト教会での「洗礼親」（実の親が友人に頼むことが多い）も「親」と見なされるので、小さな街では結婚対象者が限られてしまうことになる（現実的ではないので、この点については目をつぶることもある）。また、仮に縁戚関係がなくても同姓の異性との婚姻は避けられる。これらの事情から、いとこ婚などはもってのほかとされている。

### イスラム
イスラム文化圏では、血縁の濃さを喜ぶ傾向、またムハンマドの第7夫人ザイナブがムハンマドの従妹であったことから、いとこ婚が多い。中でも、父方平行いとこ婚（ビント・アンム婚）が尊ばれる。クルアーンに記述された、婚姻が禁じられた近親者の一覧の中にも、いとこは書かれていない。

### タイ

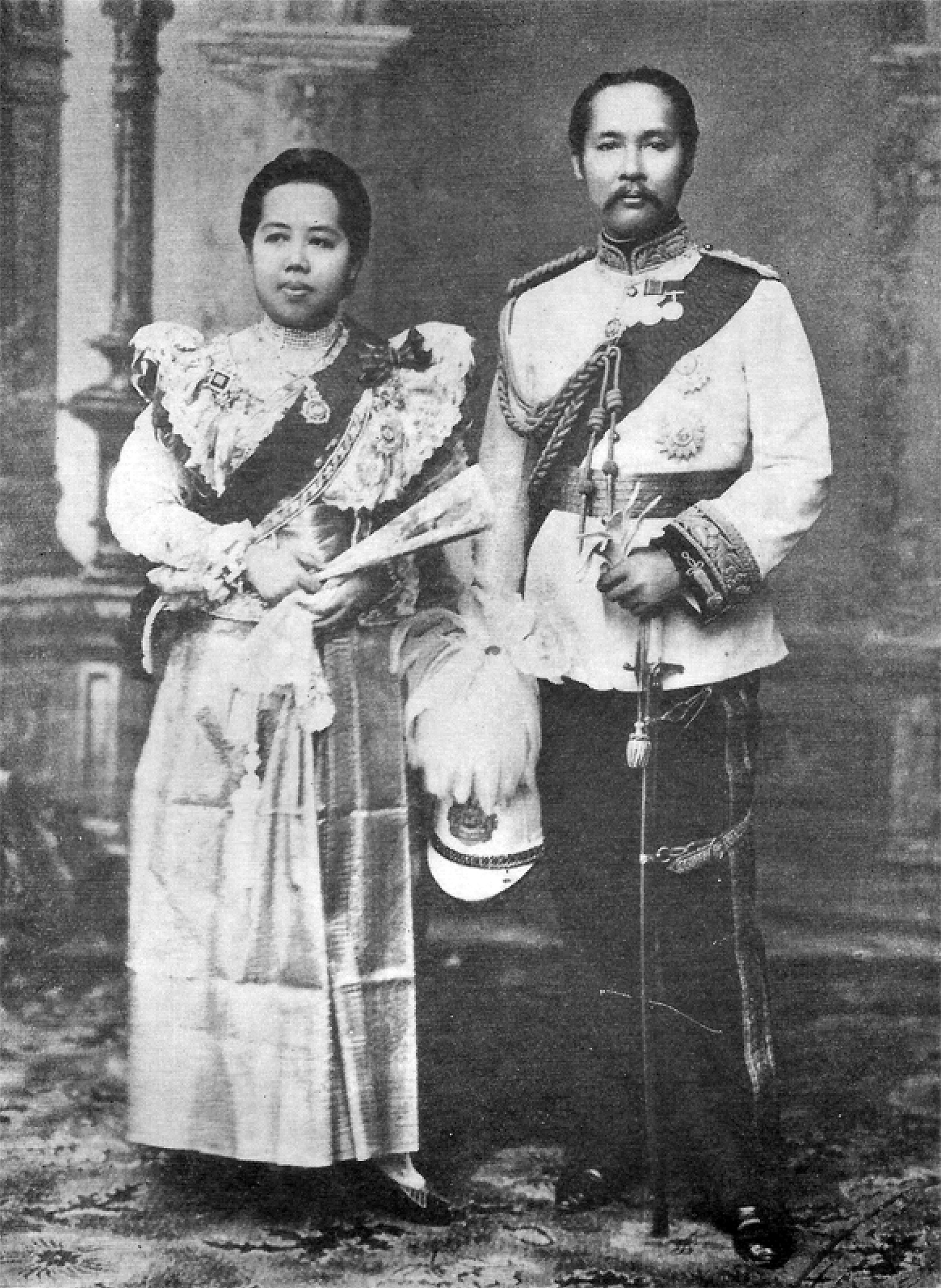
王妃サオヴァバ（左）と異母兄にしてタイの国王のラーマ5世（右）の夫婦の写真

タイの国王であるラーマ5世は数人の異母妹と結婚しているが、ラーマ5世の場合は迎えた妻の数がかなり多く、数人程度では子孫の多様性の妨害にはならないという事情もあった。

### 中国
中国においては周代以降の慣習で同姓不婚の原則があり、同姓間の近親婚については避けられるが、異姓間の近親婚が行われる例が見られる。前漢で恵帝が同母姉の魯元公主の娘である張氏を皇后に、武帝が父の同母姉の館陶長公主の娘である陳氏を皇后に、また三国時代の呉で孫権が父方の従兄の徐琨の娘である徐氏を夫人に、景帝が異母姉の孫魯育の娘である朱氏を皇后にしていた例がある。南朝宋の前廃帝が父方の叔母の新蔡公主を貴嬪にしていた同姓の近親婚の例も見える（しかし、劉姓から謝姓に改姓した）。
漢風の習俗の浸透度が弱かった、あるいは后妃を出す家柄が貴族階級として固定化していた匈奴、北朝、唐、遼、金、元、清の皇帝や皇族にも、いとこ婚などの例が見られる。

### 朝鮮
朝鮮では、新羅で骨品制の考えから神聖なる天降種族の血の純潔性を尊ぶため王族間の通婚が行われた他、高麗時代には異母兄弟姉妹婚も行われた。『三国史記』と『三国遺事』によると、新羅の初代王赫居世居西干と王妃閼英夫人はともに娑蘇夫人の子である。異母兄弟姉妹婚の事例としては高麗初期の光宗が異母妹の大穆王后皇甫氏を王后にしたといった例が知られている。
しかし、李氏朝鮮が性理学的イデオロギーを基盤に同姓同本不婚制を一貫して堅持した。この制度は韓国で引き続き施行されたが、1997年に8親等以内に縮小された。

### 日本（歴史）
『古事記』『日本書紀』には王族・皇族において異母兄弟姉妹婚や叔姪婚やいとこ婚などといった近親婚の例が数多く記載されている。だが、中には景行天皇が息子の倭建命の曾孫の迦具漏比売命を妻にし大江王をもうけたという『古事記』の記録に対して、倭建命という伝説的な人物を実在の人物として組み込んだために系譜に混乱が発生したのではないかと指摘された事例もある。ただし、血の純潔さを尊重する立場から近親婚が好んで行われたことは確かなものと考えられる。大林太良は記・紀で近親婚が盛んに出てくる時期が、「仁徳天皇とその子の世代」、「敏達天皇とその子の世代」の二つの時期に限られることを指摘し、この二つの時期が王権の充実期であることから、それにともなう王統の確認の一環として近親婚があったのではないかとしている（大林，1987年）。
また、『日本書紀』の仁賢天皇紀には天皇家と全く関係がないようなただの一般人女性が異母のキョウダイ（双方の母親が母娘の関係のためオジでもある男性）と結婚している逸話も挙げられている。
古代における蘇我氏や平安時代以降の藤原氏は一族の娘を天皇と婚姻させることで権力を得たが、このとき一族の娘と天皇の間に生まれた次代の天皇にも一族の別の娘を婚姻させることがあり、しばしば近親婚となった。
中世以降は支配層上層での正妻の生家の固定が見られた。足利将軍家が日野家、紀州徳川家が伏見宮家、井伊家（彦根藩）が蜂須賀家（阿波藩）、蜂須賀家が小笠原家から、それぞれ正妻を迎えていた例がある。この場合いとこ婚（母親の姪との結婚）やまたいとこ婚などが行われることになった。また、島津家や日向伊東家、佐竹家などでは、中世から近代にいたるまで同族内での婚姻をしばしば行った。
近世以降も、親族間の結婚が身分の上下にかかわらず行われた。磯田道史の著書『武士の家計簿 「加賀藩御算用者」の幕末維新』で分析対象とされている加賀藩士の猪山家では、2代続けていとこ婚が行われている。同書によれば、ごく最近まで階級の上下を問わずイトコ婚は珍しくなく、江戸時代には親族であることや家格が同程度であることが結婚相手として都合が良いとされていた。
現代の日本社会においては近親婚は全体的な傾向としては比較的減少気味であるが地域差が大きく、1983年の報告で福江市では全体の7.9%と近親婚の比率が高く、旭川市では0.78%と低かった。また、農業後継者の確保等の要請から親族間の結婚が少なからず行われ、地域的特性から親族間の結婚が比較的多く行われるとともに、おじと姪との間の内縁も散見され、そのような関係が地域社会や親族内において抵抗感なく受け容れられている例もある。

## 現在
現在、近親相姦罪はドイツなどでは制定されている。近親者双方が恋愛関係にある場合は、たとえ刑法で近親相姦罪を設けていたとしても取り締まりが困難である。スウェーデンでは近親相姦罪が適用されながらも子供を2人もうけた異父兄妹がいたことから、この事件後に婚姻法改正の動きが起こり、1973年の法改正で異父もしくは異母の関係ならば兄弟姉妹であっても、政府機関の特別な許可を得た上であれば婚姻を許すということになった。

### 日本（現在）
日本では近親者間の性交自体は法律上禁止していない。しかし、民法第734条により、近親者間の結婚に係る婚姻届は受理されず、誤って受理されても後に取り消しされる。
日本において婚姻届が受理されない近親婚は、以下の通りである。
- 本人
- 直系血族
- 三親等内の傍系血族（兄と妹、姉と弟、おじと姪、おばと甥）（養子と養方の傍系血族を除く）
- 直系姻族（婚姻関係終了後も継続）
- 養親とその直系尊属及び養子とその直系卑属（離縁後も適用）

この他にも、特別養子と実方との親族関係が終了した場合にも、婚姻における近親婚制限が適用される。
近親者である事実を知らず婚姻関係が成立し、その後で認知等で近親者である事実が判明した場合、婚姻の取消し原因となる。取消し請求をすることができる者は、各当事者・その親族・検察官である。
かつては近親婚状態にある内縁の配偶者は遺族年金を受け取れる状態は民法が近親婚を禁止した意味が減殺されてしまうとして行政通達で認められていなかった。しかし、叔父と近親婚状態にある内縁の配偶者が厚生遺族年金が受け取れない処分を受けたことで起こした訴訟を起こした際に、2007年3月8日に最高裁は一定条件下において三親等の傍系血族間の内縁関係について遺族年金受給権を認める判決が出た（近親婚的内縁配偶者遺族年金訴訟）。